# Indian Wells, Kalifornija
Indian Wells je gradić u okrugu Riverside u južnoj Kaliforniji. Prema popisu iz 2000. godine, u Indian Wellsu živi 3.816 stanovnika.
Ovaj mali gradić ugošćuje teniski turnir, i to jedan od devet turnira iz serije Masters 1000 koju organizira ATP. Turnir se održava na teniskim terenima Indian Wells Tennis Garden čiji središnji stadion može primiti 16.100 gledatelja.